# 2024년 투르 드 프랑스

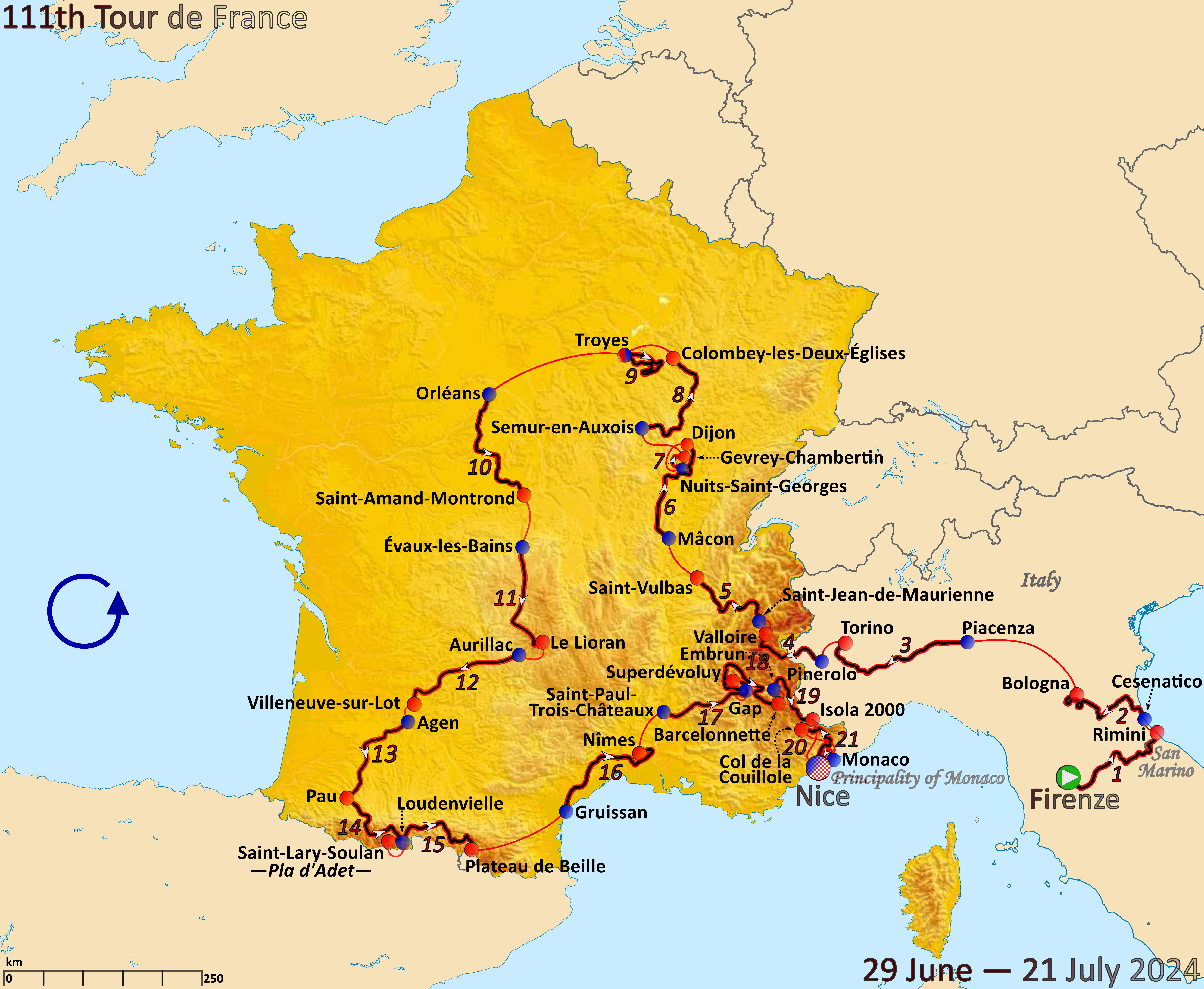
루트

2024년 투르 드 프랑스(2024 Tour de France)는 111번째 투르 드 프랑스 대회이다. 6월 29일 이탈리아 피렌체에서 시작해 7월 21일 프랑스 니스에서 마무리된다. 2024년 파리 하계 올림픽 준비로 인해 대회가 시작된 이래 처음으로 경주가 파리에서(또는 인근에서) 끝나지 않을 것이다. 마크 캐번디시는 투르 드 프랑스에서 35번째 스테이지 우승인 스테이지 5에서 우승하여 에디 메르크스의 34승 기록을 경신했다.